# Crni dupin
Crni dupin (lat. Pseudorca crassidens) je morski sisavac iz porodice Delphinidae, jedini je predstavnik roda Pseudorca. Živi u umjerenim i tropskim vodama diljem svijeta. Izgledom je sličan s više poznatim kitom ubojicom. Kao i kit ubojica, ova vrsta napada i ubija druge kitove, ali ne pripadaju istom rodu.
Crni dupin je prvi put opisao britanski paleontolog i biologa Richard Owen u svojoj knjizi o "povijesti britanskih fosilnih sisavaca i ptica".
Mislilo se da je vrsta izumrla dok Johannes Reinhardt nije potvrdio 1861. da vrsta živi u Kielskom zaljevu.
Crni dupin je, kao što i ime kaže, crne boje sa sivim vratom. Ima vitko izduženo tijelo te 44 zuba. Leđna peraja je srpasta i njegove peraje su uske i kratke. Prosječna veličina je oko 4,9 m. Ženke mogu postići maksimalnu poznatu veličinu od 5,1 m u dužini i 1.200 kg (£ 2600) u masi, a najveći mužjaci mogu dostići 6,1 m i čak 2.200 kg. 
Ova vrsta se nalazi na popisu strogo zaštićenih vrsta u Republici Hrvatskoj.